# Bernd Weiß (Politiker)

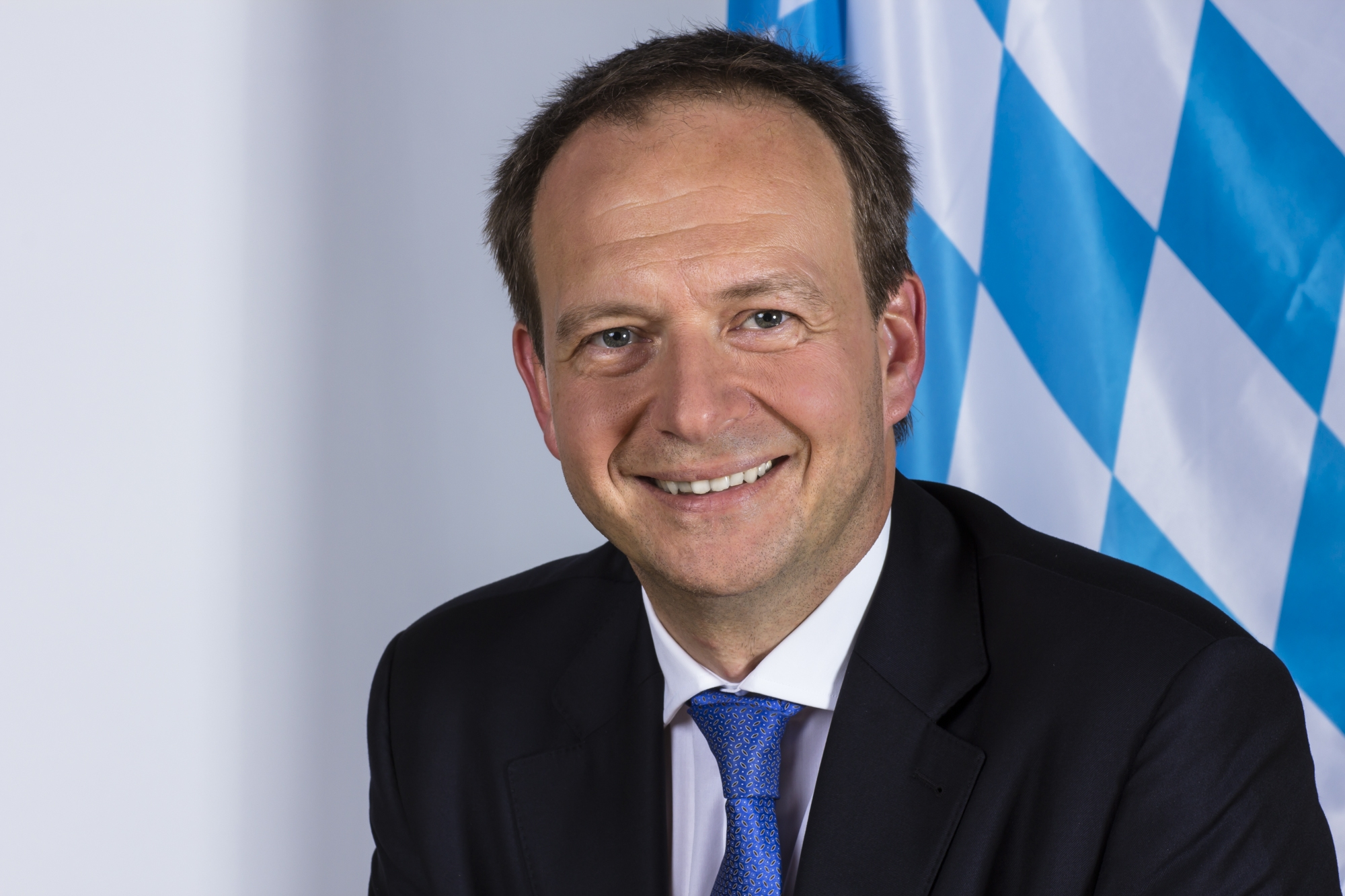
Bernd Weiß (2012)

Bernd Weiß (* 7. Mai 1968 in Mellrichstadt) ist ein bayerischer Politiker (CSU), ehemaliges Mitglied des Bayerischen Landtags, und war vom 30. Oktober 2008 bis zum 7. Oktober 2009 als Staatssekretär im Staatsministerium des Innern Mitglied der Bayerischen Staatsregierung.

## Ausbildung und Beruf
Bernd Weiß besuchte von 1974 bis 1978 die Grundschule in Hendungen und von 1978 bis 1987 Gymnasium in Mellrichstadt. Es folgte von 1988 bis 1993 ein Studium der Rechtswissenschaft, Politikwissenschaft und Philosophie in Würzburg. 1993 legte er sein erstes und 1996 sein zweites Staatsexamen ab. Dazwischen promovierte er 1995 Magna cum laude an der Universität Würzburg über die Einführung und Umsetzung der Europäischen Charta der kommunalen Selbstverwaltung in Deutschland (insbesondere in Bayern und Nordrhein-Westfalen) zum Dr. jur. Nachdem er bereits seit März 1997 im Bayerischen Notardienst tätig gewesen war, wurde Weiß im September 2000 selbst zum Notar auf Lebenszeit bestellt. Seitdem ist er, mit einer Unterbrechung während seiner Zeit als Innenstaatssekretär, als Notar in Schweinfurt tätig. Er ist evangelisch, verheiratet und hat zwei Kinder.

## Politik
Bernd Weiß ist seit 1988 Mitglied der CSU. Von 1993 bis 2003 war er Ortsvorsitzender der CSU in Mellrichstadt; von 2001 bis 2011 war er Kreisvorsitzender in Rhön-Grabfeld sowie stellvertretender Bezirksvorsitzender Unterfrankens. Von 1996 bis 2008 war er zudem Stadtrat in Mellrichstadt und von 2002 bis 2014 Kreisrat in Rhön-Grabfeld. Er gehörte 2006 der Grundsatzkommission seiner Partei an. Seit 2013 ist Weiß stellvertretendes Mitglied des Bayerischen Verfassungsgerichtshofes.
Vom 6. Oktober 2003 bis 2013 war er Mitglied des Bayerischen Landtags. Dort saß er für seine Fraktion als Mitglied im Ausschuss für Verfassungs-, Rechts-, Parlamentsfragen und Verbraucherschutz. Bei der Bayerischen Landtagswahl im September 2008 schaffte er trotz der großen Stimmenverluste der CSU im Stimmkreis Haßberge, Rhön-Grabfeld (Wahlkreis Unterfranken) den Wiedereinzug ins Parlament. Am 30. Oktober 2008 wurde er von Horst Seehofer als Innenstaatssekretär in das Kabinett berufen. Nachdem er in der Kontroverse zum Aufbau des Digitalfunks für Feuerwehren und Rettungsdienste einen Kompromiss ausgehandelt hatte, der von Seehofer kassiert wurde, trat er am 7. Oktober 2009 als Staatssekretär zurück.
Im Januar 2013 erschien im schweizerischen IL-Verlag sein Buch Frage, was dein Land für dich tun kann. 2015 erschien Placebo-Politik: Warum Politiker alles tun, nur nicht das Nötige im Heyne Verlag.
Seit 2014 ist Weiß für die CSU Mitglied im Schweinfurter Stadtrat. Nachdem er bei der Wahl 2020 das zweitbeste Ergebnis aller Kandidaten erzielt hatte, wurde er von seiner Fraktion zum stellvertretenden Vorsitzenden gewählt.

## Schriften
- Einführung und Umsetzung der Europäischen Charta der kommunalen Selbstverwaltung in Deutschland, insbesondere in Bayern und Nordrhein-Westfalen (Dissertation), Peter Lang, Frankfurt am Main u. a. 1996, ISBN 978-3-631-30109-8.
- Frage, was dein Land für dich tun kann. Warum inhaltsleere Politik eine leichte Beute für Piraten aller Art ist, ILV, Basel 2013, ISBN 978-3-905955-81-1.
- Placebo-Politik. Warum Politiker alles tun, nur nicht das Nötige, Heyne Verlag, München 2015, ISBN 978-3-453-20089-0.